# Amazona dufresniana
Amazona dufresniana е вид птица от семейство Папагалови (Psittacidae). Видът е почти застрашен от изчезване.

## Разпространение
Видът е разпространен във Венецуела, Гвиана, Суринам и Френска Гвиана.